# 火の鳥 鳳凰編 (MSX)
『火の鳥 鳳凰編』（ひのとり ほうおうへん）は、1987年にコナミから発売されたゲームソフト。
同時期に公開された同名の角川映画とのメディアミックス作品である。タイトル画面およびエンディングでは、同映画のテーマ曲である「火の鳥」（作詞：阿久悠 / 作曲：宮下富実夫 / 編曲：瀬尾一三）が用いられている。
ファミリーコンピュータで発売された『火の鳥 鳳凰編 我王の冒険』とは、ゲームデザインが全く異なる。

## 概要
トップビューの縦スクロールシューティングゲームである。プレイヤーは主人公の我王となり、試練を乗り越え正しき心を取り戻すのがゲームの目的。全6ステージ。
我王は敵の攻撃に当たるほか、強制スクロールについていけずに壁に挟まれることによっても死ぬ。残機制で、自機エクステンドは火の鳥の羽（後述）と引き換えることで行う。得点によるエクステンドは無い。
コンティニューは無限に可能。また、ポーズ中に取得できるパスワードにより、続きをプレイすることも可能。
敵モンスターを倒すと、主に火の鳥の羽を落とす。集めた火の鳥の羽と引き換えることで、強力な武器への変更ができる。武器変更は、武器変更画面を呼び出すことでいつでもできる。
ステージは上下方向が無限ループとなっており、何もしないでいると同じルートをずっと周回することとなる。左右方向は3画面でループしており、左右には壁の切れ目から行き来ができる（横方向の移動は画面切り替え）。ステージはおおむね一本道だが、この横方向の移動があることで変化に富んだステージ構成となっている。
ステージのところどころにある門を開けるには、その門に対応した霊木を手に入れる必要がある。ステージは、門によって大きく「ステージ前半」「ステージ後半」「心の玉の安置エリア」の3つのエリアに仕切られている（それぞれのエリアは、強制スクロールの特性でいずれ合流するように作られている）。まず、ステージ前半では後半へ進むための霊木を手に入れる。ステージ後半では、ステージボスの待つ門を開く霊木を手に入れる。心の玉の安置エリアに入るための霊木はステージボスが持っており、心の玉を入手するためにはクリアしたステージを再度訪れる必要がある。心の玉は、最終ステージを除く5ステージにそれぞれ1つずつ安置されており、すべてを入手しないと最終ボスとは戦えない。
AボタンとBボタンを押したままリセットすると、「HINOTORI ONE」というメッセージが表示される。